# Sandrine François
Sandrine François (* 1980 in Paris) ist eine französische Sängerin.

## Leben und Wirken
Sie wurde als Sängerin in einer Bar entdeckt und bekam eine Einladung in eine TV-Show der Moderatorin Mireille Dumas. Man bot ihr daraufhin einen Plattenvertrag an und sie arbeitete dann mit dem Produzenten Erick Benzi zusammen. Beim Eurovision Song Contest 2002 in Tallinn vertrat sie Frankreich mit der Ballade Il faut du temps (dt.: Es braucht Zeit). Sie erreichte den 5. Platz mit 104 Punkten. Sie veröffentlichte noch ein Album und eine Single mit weniger Erfolg. 2007 war sie Chorsängerin auf Céline Dions Album D´Elles.

## Diskografie
Alben
- 2002: Et Si Le Monde